# Юдин, Михаил Васильевич
Михаил Васильевич Юдин (1904, Булохово, Новоржевский район, Псковская область — 1978) — советский хозяйственный, государственный и политический деятель.

## Биография
Родился в 1904 году в Булохово. Член ВКП(б).
В 1924 году поступил и в 1929 году окончил экономический факультет Ленинградского политехнического института.
В 1929—1964 годах — в Ленинградских плановых органах, заместитель председателя райисполкома, председатель месткома, секретарь Ленинградской партийной организации облплана, председатель горисполкома Новгородского Совета народных депутатов, арестован в рамках Ленинградского дела, освобождён, в тресте «Новгородстрой», в облисполкоме, председатель Новгородской областной плановой комиссии.
Избирался депутатом Верховного Совета РСФСР 2-го созыва.
Умер в 1978 году.